# Sainte-Vaubourg
Sainte-Vaubourg település Franciaországban, Ardennes megyében. Lakosainak száma 83 fő (2022. január 1.). Sainte-Vaubourg Attigny, Chuffilly-Roche, Coulommes-et-Marqueny és Vaux-Champagne községekkel határos.

## Népesség
A település népessége az elmúlt években az alábbi módon változott:
| Lakosok száma | 116  | 93   | 102  | 95   | 86   | 85   | 87   | 89   | 91   | 83   |
|               | 1968 | 1982 | 1990 | 2006 | 2013 | 2015 | 2017 | 2019 | 2020 | 2022 |